# Challenger DCNS de Cherbourg 1999
Il Challenger DCNS de Cherbourg 1999 è stato un torneo di tennis facente parte della categoria ATP Challenger Series nell'ambito dell'ATP Challenger Series 1999. Il torneo si è giocato a Cherbourg in Francia dal 22 al 28 febbraio 1999 su campi in cemento indoor.

## Vincitori

### Singolare
Sébastien Grosjean ha battuto in finale  Antony Dupuis con il punteggio di 4–6, 6–3, 6–0

### Doppio
Michael Hill /  Andrew Painter hanno battuto in finale  Massimo Bertolini /  Cristian Brandi con il punteggio di 7–5, 7–6